# Glasblock

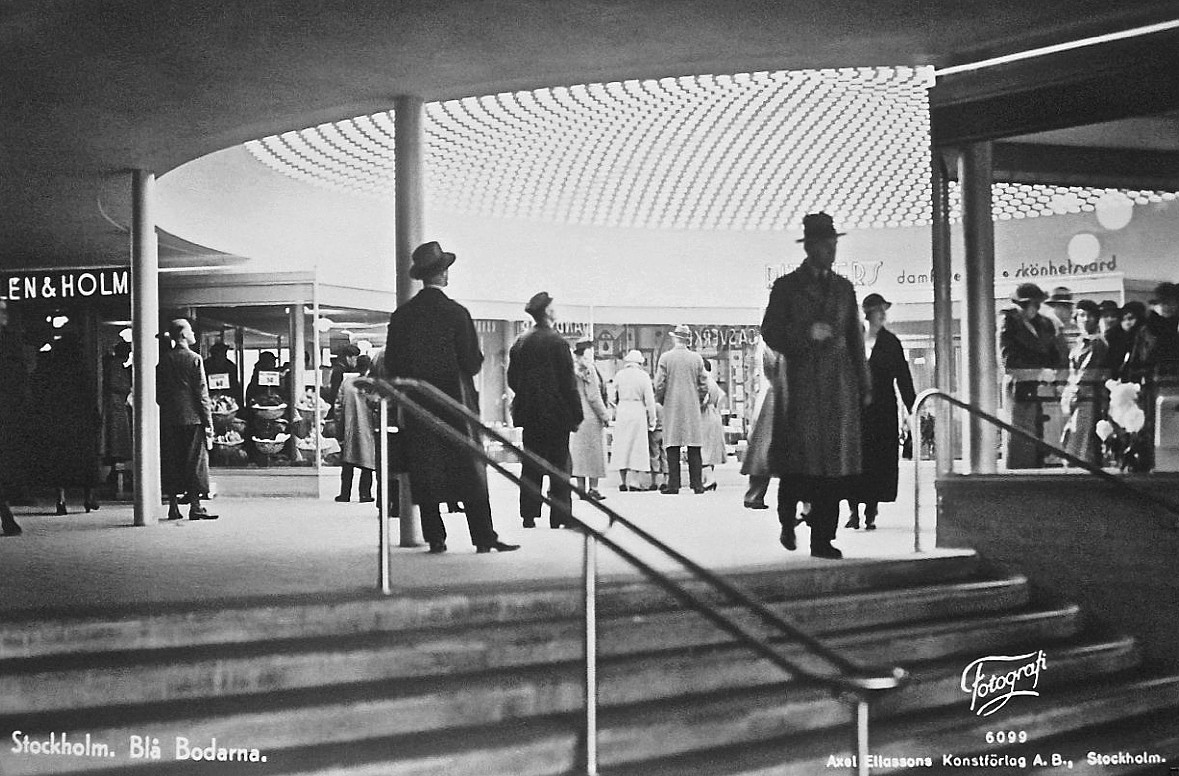
Blå bodarna, en passage vid Slussen i Stockholm, 1930-tal.

Glasblock (även glashålblock eller glasbetong) är ett byggnadsmaterial av glas som används som oömt ljusinsläpp i byggnader. Ett glasblock består av två blockhalvor av glas som gjuts samman. Mellan blockhalvor finns ett utrymme med isolerande luft.

## Historik

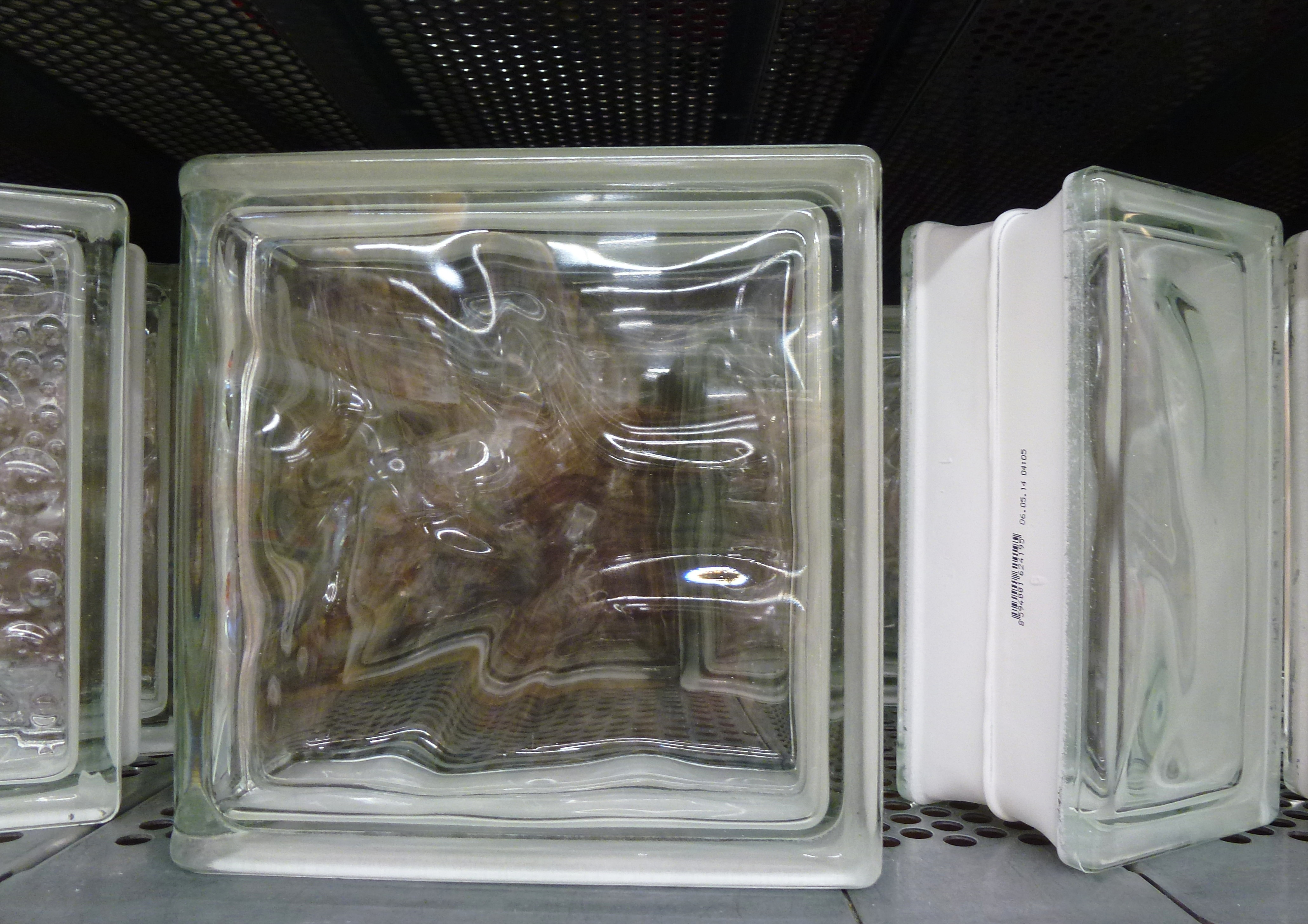
Enstaka glasblock.

Glasjärnbetong (tyska Glaseisenbeton) introducerades år 1909 av Deutsche Luxfer Prismen GmbH i Berlin. Företaget fick 1907 patent på ett ihåligt, värmeisolerande glasblock som kunde användas som ljusinsläpp i väggar, golv, tak, valv och som fönster. För att öka hållbarheten monterades glasbetongen i en stark ramkonstruktion av metall och betong (därav namnet).
Glasblock, som är den korrekta benämningen, kom snart till användning i exempelvis industrianläggningar, bensinstationer och kiosker. Glasblock som byggmaterial fick sin blomstringstid under 1930-talets funktionalism. Produkten fanns i olika dimensioner, räfflingar och färger.
Ett exempel från Sverige är Slussen i Stockholm, där Blå bodarnas kupol ursprungligen släppte in dagsljus genom ungefär 3 000 cirkelrunda glasblock. Som takljusinsläpp fick glasbetongen dock ingen större betydelse, eftersom problem med tätning mot nederbördsvatten uppstod. Det hände även med Blå bodarnas valv som inte höll tätt och fick gjutas igen. 
Standardmåttet i Europa för ett glasblock bestämdes på 1970-talet till 19x19x8 centimeter och för halva block till 9x19x8 centimeter. Efter en nedgång på 1970-talet används glasblock idag gärna som ”trendig” inredningsdetalj, som kan monteras av en amatör. Numera finns glasblock igen i många dimensioner och färger.

## Bildexempel

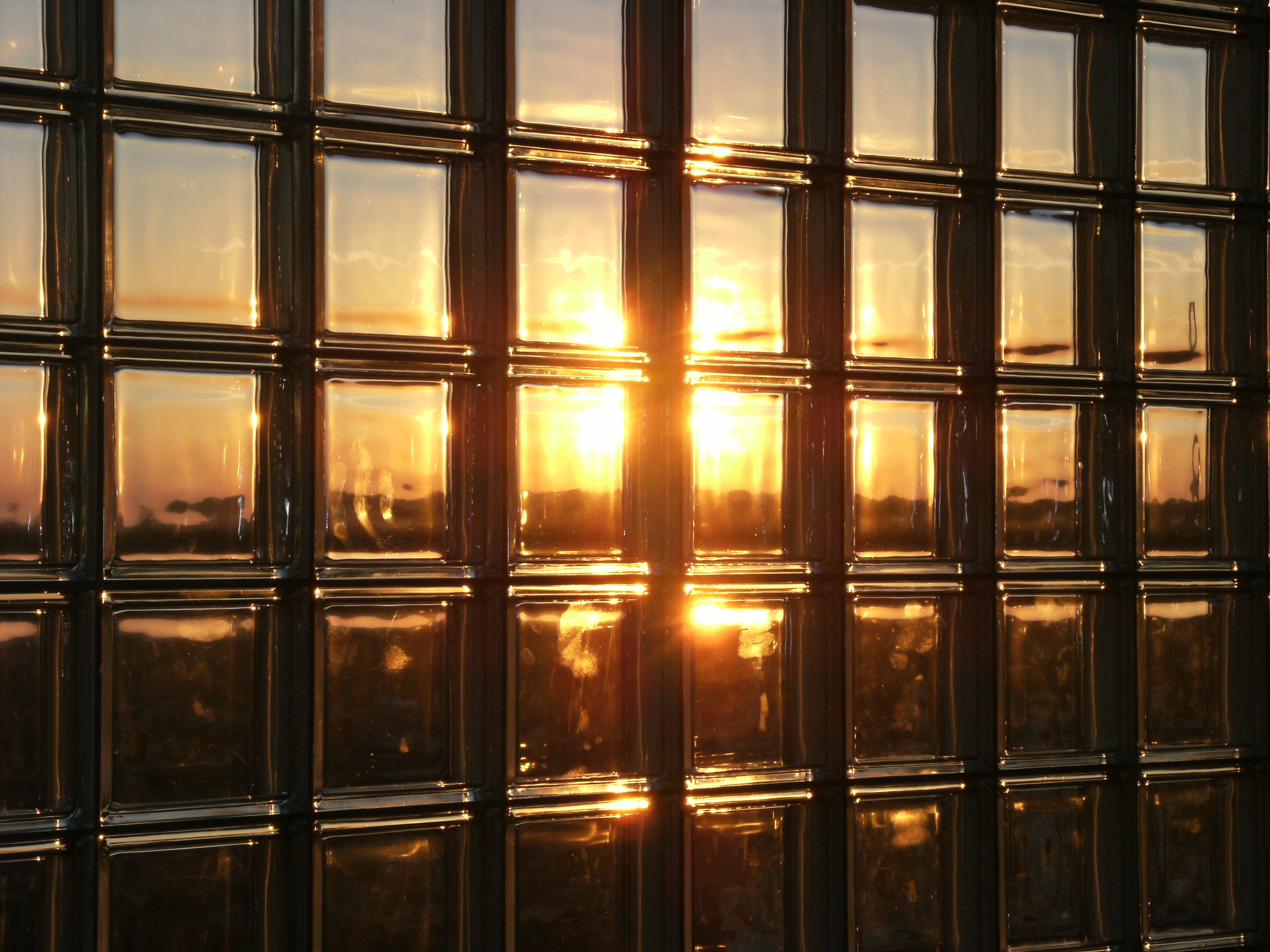
Glasblockvägg i solnedgång
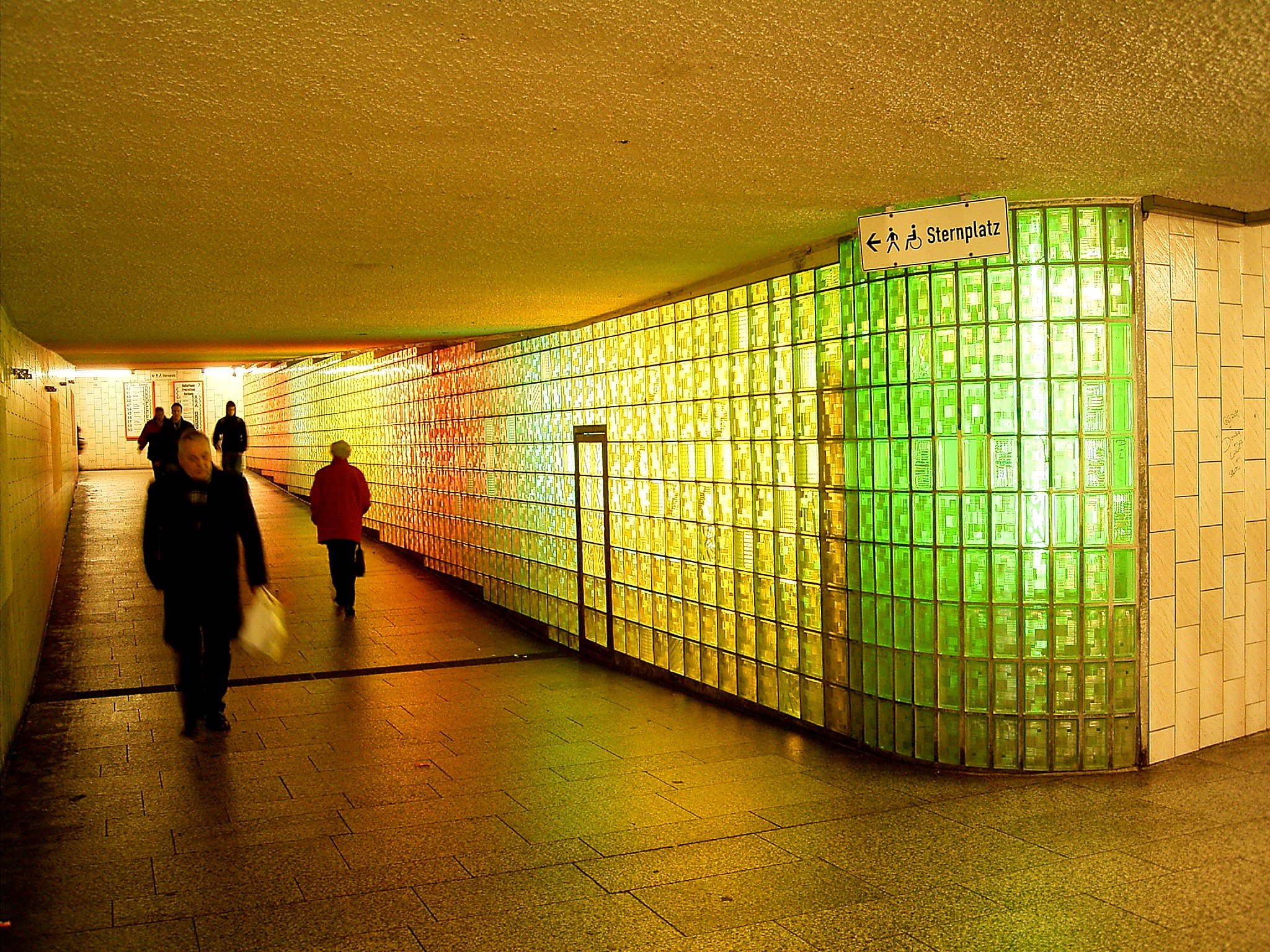
Passage i Lüdenscheid
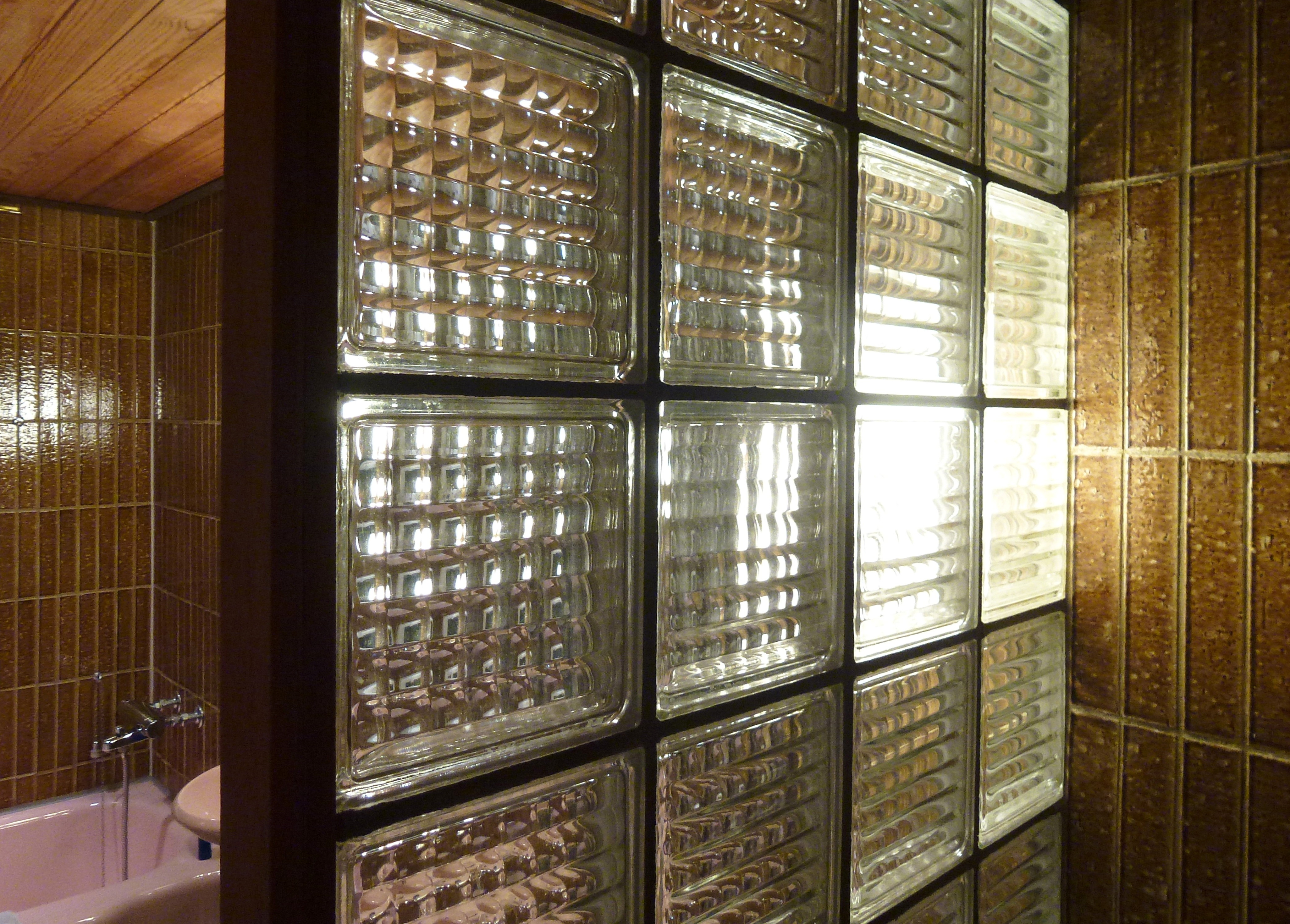
Glasblock som skärmvägg